# Jimmy Ponder
Jimmy „Fats“ Ponder (* 10. Mai 1946 in Pittsburgh, Pennsylvania; † 16. September 2013 ebenda) war ein US-amerikanischer Jazz-Gitarrist.

## Leben und Wirken
Ponder begann mit 14 Jahren Gitarre zu spielen und war anfangs stark von Wes Montgomery und Kenny Burrell beeinflusst. Mit 17 Jahren spielte er bei Charles Earland; in den folgenden Jahren in den Soul Jazzbands von Lou Donaldson, Houston Person, Donald Byrd, Stanley Turrentine und Jimmy McGriff. 
Er zog nach Philadelphia und in den 1970er Jahren nach New York City, wo er unter eigenem Namen eine Reihe von Alben einspielte, beginnend mit dem 1969 erschienenen Album Soul Crib, an dem auch Charles Earland mitwirkte. 1976/77 nahm er auch zwei Alben für das Label Impulse! auf, Illusions und White Room. Erfolgreich war er mit seinem Album All Things Beautiful, das er 1978 für Muse Records aufnahm; es erreichte #98 der Jazzalben-Charts im Billboard. Sein 2000 für High Note mit Don Braden und John Hicks eingespieltes Album Ain't Misbehavin kam auf #16 der Jazz-Charts. Ponder starb im September 2013 an den Folgen einer Lungenkrebs-Erkrankung.

## Diskographische Hinweise
- So Many Stars (Milestone Records, 1983)
- Mean Streets:No Bridges (Muse Records, 1987)
- Jump (Muse, 1988)
- To Reach a Dream (Muse, 1991)
- Thumbs Up (HighNote, 2001)
- Alone (HighNote, 2003)
- What's New (HighNote, 2005)
- Sonnenbank Flavor (LRC, 2007)